# Pixel32
Pixel image editor, également connu sous le nom de Pixel32, est un logiciel de retouche d'image inspiré de Adobe Photoshop[réf. souhaitée].

## Historique
Pixel image editor est développé en Free Pascal par Pavel Kanzelsberger depuis 1997. Le logiciel bien que pleinement fonctionnel, est toujours en développement. En 2005, la première version candidate apparaît. En juillet 2005, une quatrième version candidate sort et qui sera suivie par une version finale en beta test en août-décembre 2005.

## Caractéristiques
Pixel image editor supporte les modes RGB, CMJN, HDR, CIE Lab et niveaux de gris, il propose la gestion des couleurs, les calques d'ajustement et d'effets, des filtres d'effets, la création de pages web, la retouche photo ainsi que les animations.

## Plateformes
Pixel image editor a été porté sur plusieurs systèmes d'exploitation, de différentes plateformes :
- Linux sur x86 et PowerPC
- Windows et MS-DOS
- BeOS et ZETA
- QNX
- FreeBSD
- Mac OS X sur x86 et PowerPC
- MorphOS
- SkyOS
- OS/2 et eComStation

D'autres systèmes d'exploitation sont à l'étude comme Solaris.